# Storchenturm (Gernsbach)

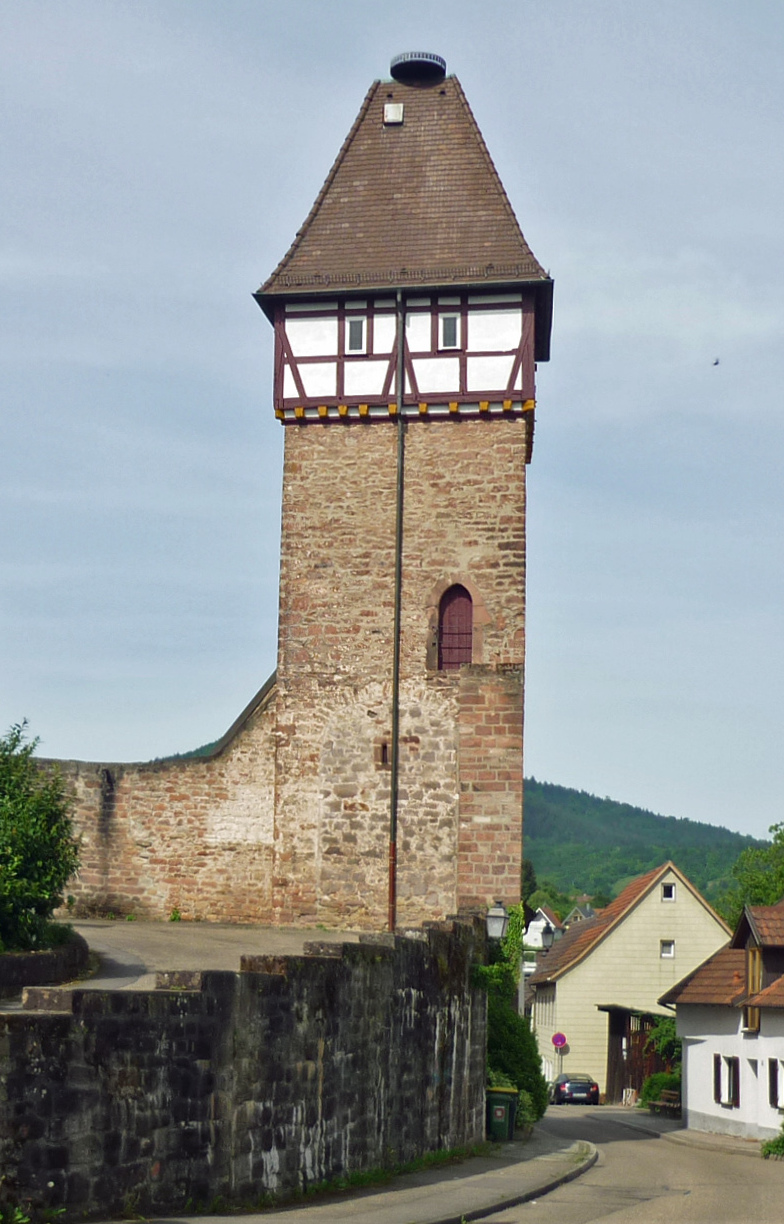
Die Ostseite des Gernsbacher Storchenturms. Auf halber Höhe eine ehemals auf den Wehrgang der Stadtmauer führende Tür.

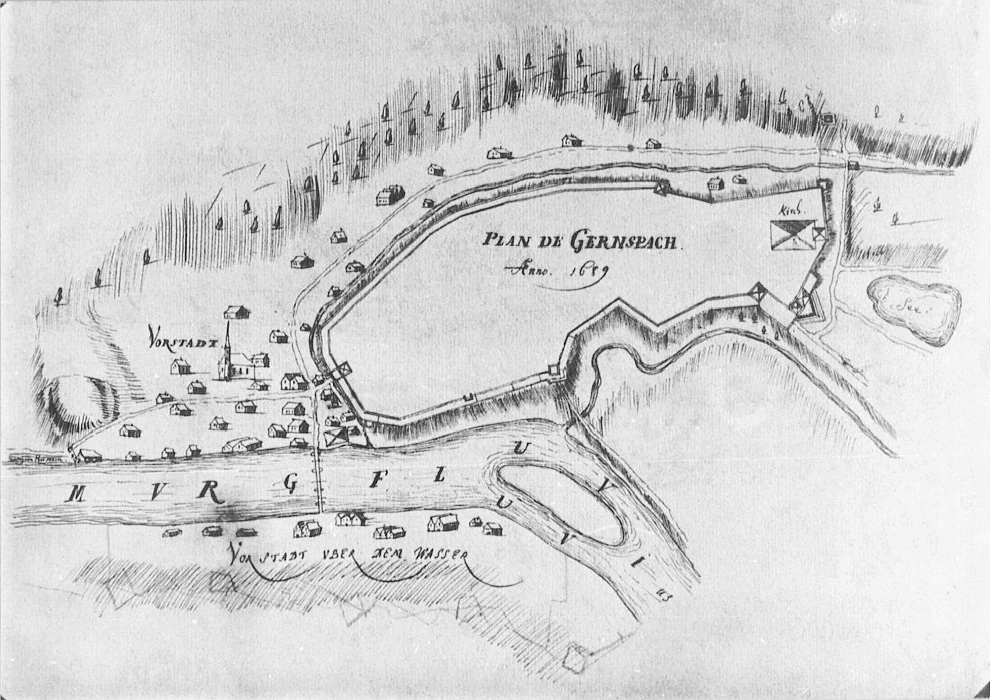
Plan der Gernsbacher Stadtbefestigung von 1689 (Norden ist rechts unten). Der Storchenturm liegt in der rechten unteren Ecke des Mauerrings hinter einem dreieckigen Ravelin.

Der Storchenturm (auch Schimmelturm, bis ins 19. Jahrhundert Oberer Turm) ist ein mittelalterlicher Wehrturm und ein Wahrzeichen der baden-württembergischen Stadt Gernsbach. Er ist als einziger der ehemals vier größeren Türme erhalten geblieben, die dem Schutz der Gernsbacher Stadttore dienten. Er befindet sich an der strategisch wichtigen Nordwestecke der Stadtmauer, 40 Meter westlich des heute nicht mehr bestehenden Oberen Tores, einem der beiden Haupttore Gernsbachs. Gemeinsam mit dem Glockenturm der benachbarten Liebfrauenkirche sicherte der Storchenturm die westliche, bergseitige Flanke der Gernsbacher Stadtmauer, die nicht durch natürliche Hindernisse geschützt war.
Der 26 Meter hohe Turm hat in Höhe der ehemaligen Wehrgänge auf der ehemals 10 Meter hohen Stadtmauer je eine spitzbogige Pforte als Zugang an der Süd- und Ostseite. Der heute bestehende ebenerdige Zugang von der Hauptstraße wurde laut Inschrift 1891 geschaffen. Die Mauerstärke im Erdgeschoss beträgt 1,45 m. In der westlichen Turmwand befindet sich eine etwa 1,90 m hohe Schlitzlochscharte für Bogenschützen.
Das genaue Alter des Turmschafts ist nicht bekannt. Das Obere Tor ist seit 1441 nachgewiesen, der Ursprung der Gernsbacher Stadtbefestigung wird im 13. Jahrhundert vermutet. Der Fachwerkaufsatz des Storchenturms stammt laut einer dendrochronologischen Untersuchung aus den Jahren 1471/1472. 82 Stufen führen zur Turmstube, in der heute eine Ausstellung zur Geschichte der Gernsbacher Stadtbefestigung und des Storchenturms gezeigt wird.